# Hoplotarache sublota
Hoplotarache sublota är en fjärilsart som beskrevs av Paul Mabille 1899. Hoplotarache sublota ingår i släktet Hoplotarache och familjen nattflyn. Inga underarter finns listade i Catalogue of Life.